# Plainfield, Connecticut
Plainfield, kommun (town) i Windham County, Connecticut, USA med cirka 14 619 invånare (2000). Den har enligt United States Census Bureau en area på 111,4 km².

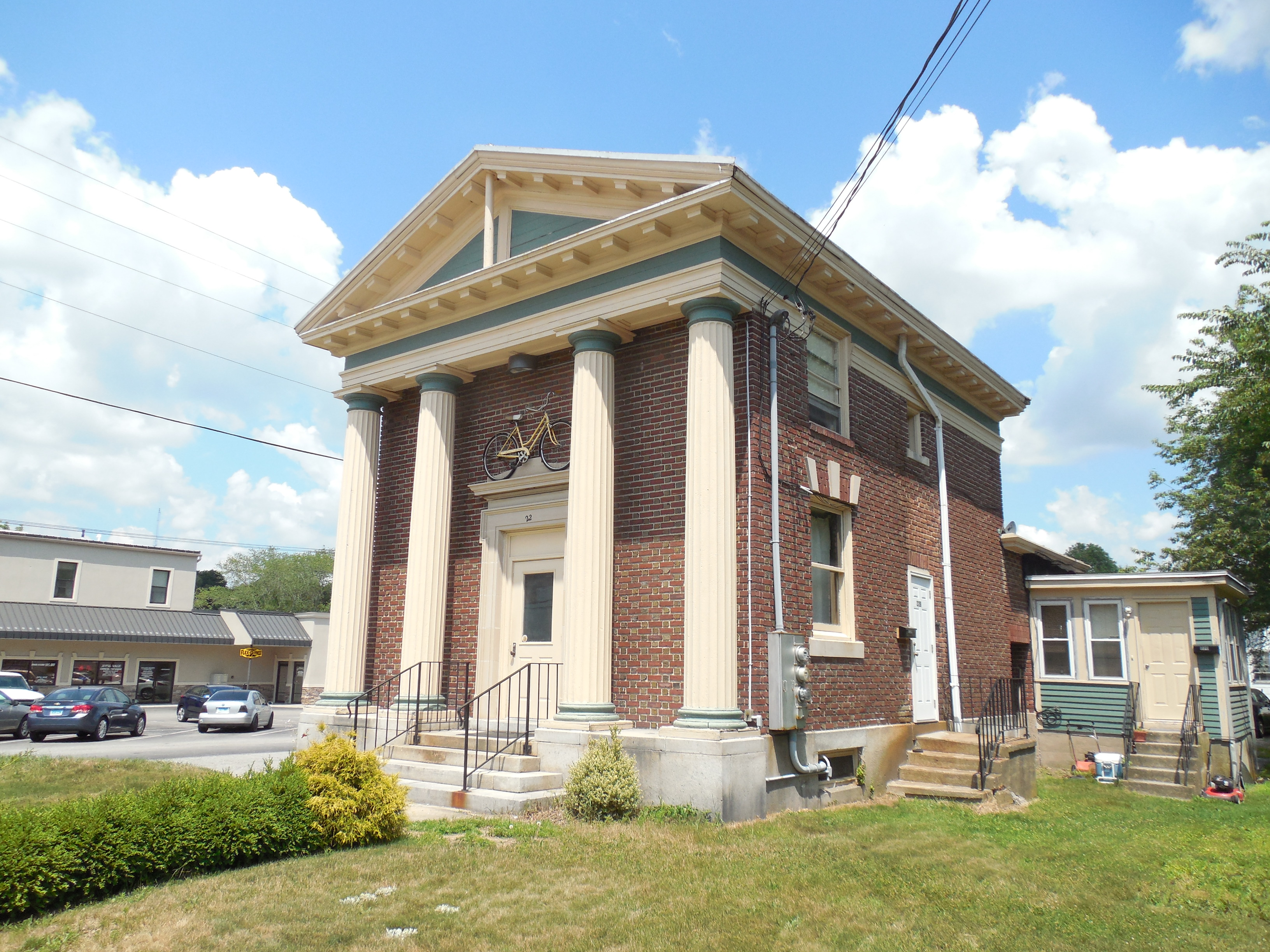